# Rua 31 de Janeiro (Póvoa de Varzim)
A Rua 31 de Janeiro, historicamente denominada Rua da Areia, é uma rua no bairro piscatório da cidade da Póvoa de Varzim em Portugal. A rua 31 de Janeiro é uma destacada rua no bairro, pedonal e de comércio tradicional.

## História
A Rua 31 de Janeiro é uma das antigas ruas criadas pelo município poveiro para concentrar a população de pescadores junto ao Porto da Póvoa de Varzim. Rua que se prolongou por bem mais de um quilómetro pelo termo de Vila do Conde. A parte sul da Rua da Areia, para sul da Igreja da Lapa, o povo chamava de Rua de Poça da Barca, onde viveu o Cego do Maio até ao seu falecimento.
A alteração do nome da rua, deve-se à participação poveira na revolta republicana em 31 de janeiro de 1891, desencadeada como reacção ao ultimato britânico de 1890 ao qual o monarca português cedeu.

## Morfologia urbana
Tal como outras ruas do Bairro Sul, é uma das ruas que corre paralela à Enseada da Póvoa, e com as quais forma uma malha. A rua surge em seguimento da rua João Dias, que surge na Praça da República (Largo de São Roque / Santiago). Prolonga-se pelo termo de Vila do Conde, pelos lugares de Poça da Barca e Caxinas.

### Património
- A Filantrópica (antigo edifício do Montepio).[5][6]
- Fachada da casa no n.º 38.
- Fachada da casa no n.º 42 / 42A.